# Caribbean Baptist Fellowship
Die Caribbean Baptist Fellowship (CBF; deutsch: Karibische baptistische Gemeinschaft) ist einer der sechs Regionalverbände des Baptistischen Weltbundes. Er wurde 1970 gegründet. Ihm gehörten im Jahr 2020 zwanzig Unionen aus sechzehn Staaten beziehungsweise Territorien an. Der zentrale Verwaltungssitz der CBF befindet sich in Kingston (Jamaika).

## Geschichte

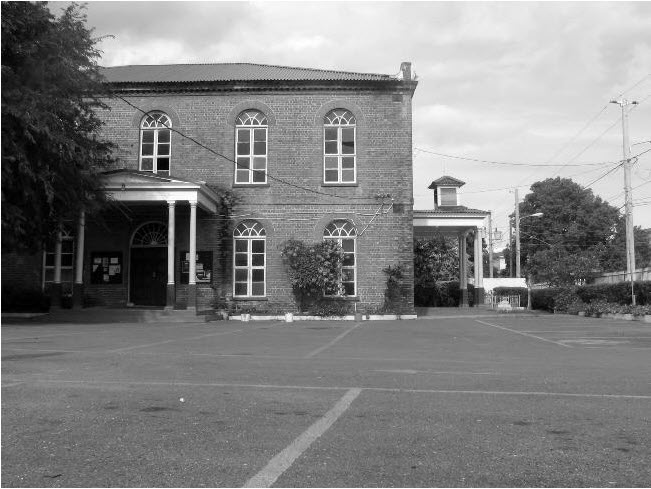
Philippo Baptist Church in Spanish Town (Jamaika), errichtet 1827

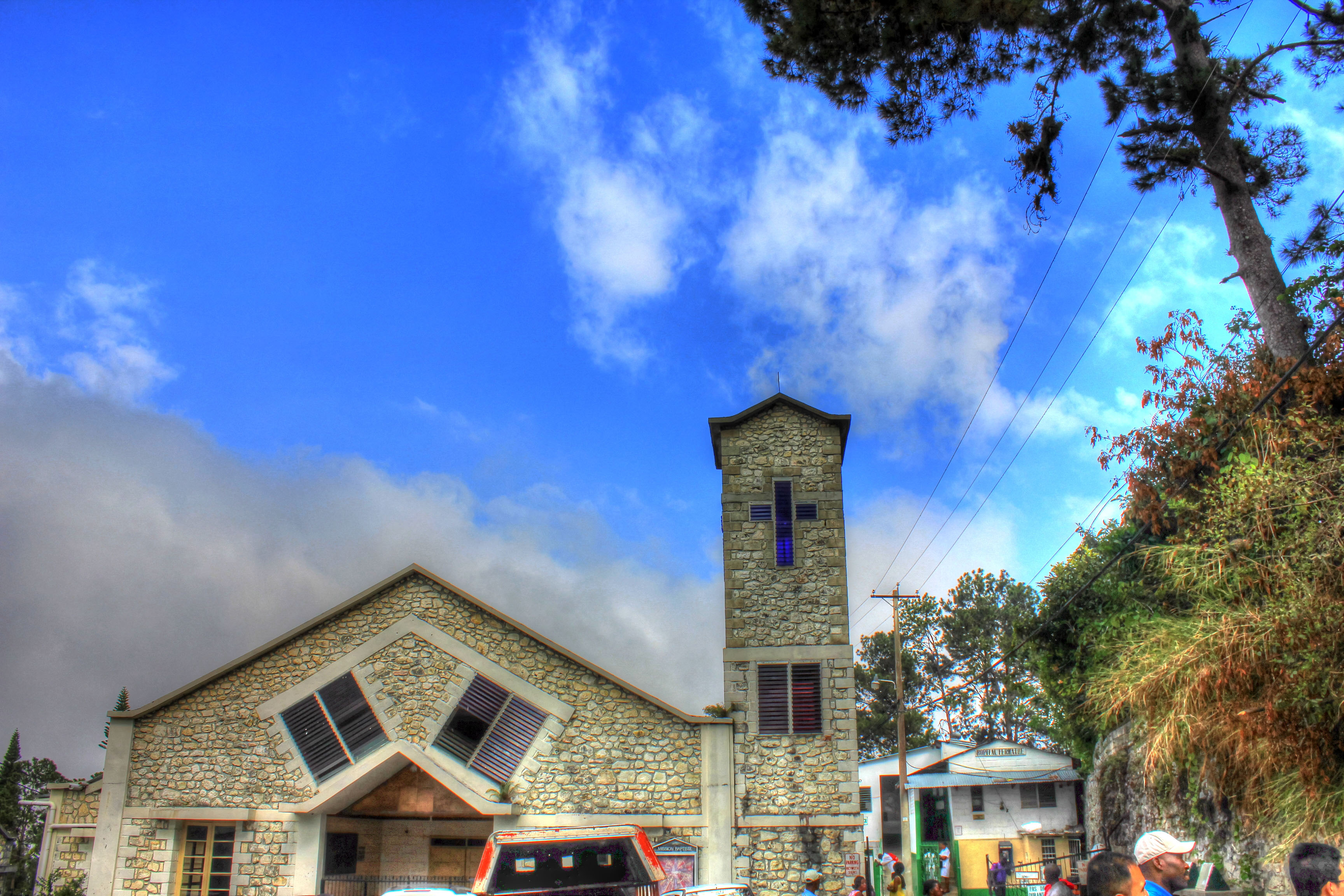
Baptistenkirche in Fermathe (Haiti)

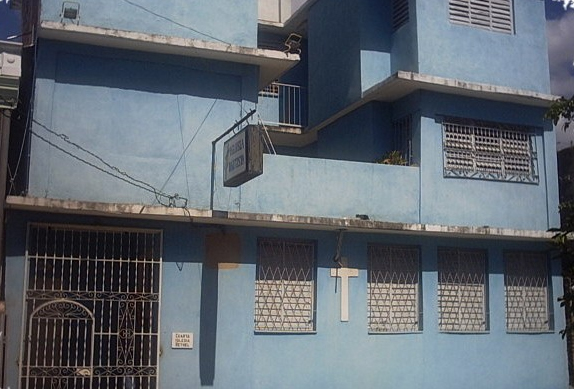
Vierte Baptistenkirche (Bethel) in Santiago de Cuba

Erste Baptisten auf den Inseln der Karibik waren ehemalige Sklaven aus den Vereinigten Staaten von Amerika. Sie siedelten in der zweiten Hälfte des 18. Jahrhunderts auf Jamaika, Trinidad, den Turks- und Caicosinseln und auf dem Territorium der heutigen Dominikanischen Republik. Als die britische Baptist Missionary Society (BMS) ab 1814 begann, Missionare in die Karibik zu entsenden, gab es bereits auf den genannten Inseln zahlreiche Gemeinden, sodass um 1840 auf Jamaika eine eigenständige baptistische Vereinigung gegründet werden konnte, die Jamaican Baptist Missionary Society (JaBMS). Im Laufe der folgenden Jahrzehnte entstanden in den karibischen Inselstaaten und Territorien weitere nationale baptistische Zusammenschlüsse. Es gab allerdings aufgrund der besonderen Geographie und der Geschichte der Inseln nur begrenzte Möglichkeiten für Zusammenarbeit und Begegnung.
Ein wichtiger Schritt auf dem Weg zur Gründung der CBF war die panamerikanische Evangelisationsarbeit Crusade of the Americas. Sie war 1965 während des Elften Kongresses des Baptistischen Weltbundes in Miami (Florida) durch den brasilianischen Pastor Ruben Lopéz, einer der damaligen Vizepräsidenten des Weltbundes, gestartet worden. Ein Nebeneffekt von Crusade to Americas war, dass die Baptistenbünde der Karibik sich einander annäherten und unter ihren Leitern der Wunsch entstand, eine engere Arbeitsgemeinschaft ins Leben zu rufen. Auf Einladung der jamaikanischen Baptistenunion trafen sich vom 1. bis 3. Juni 1969 im Baptist Conference Center in Duncans (Trelawny)37 Repräsentanten baptistischer Vereinigungen aus 14 Inselstaaten beziehungsweise Territorien und beschlossen, die Karibische Baptistische Gemeinschaft zu gründen. Nachdem die einzelnen Vereinigungen zugestimmt hatten, erfolgte am 13. April 1970 in Lake Yale (Florida) im Konferenzzentrum der Florida Baptist Convention die eigentliche Konstituierung der CBF. Gleichzeitig beantragte sie beim Baptistischen Weltbund die Aufnahme als eigenständige regionale Untergliederung.
Die 13 Gründungsmitglieder der CBF waren: die Bermuda Baptist Mission, Bahamas National Baptist Missionary and Educational Convention, Jamaica Baptist Union, Puerto Rican Baptist Association, St. Kitts Baptist Work, Guadeloupe Baptist Mission, Guyana Baptist Mission, Haitian Baptist Convention, Cayman Islands Baptist Mission, St. Thomas (U.S.V.I.) Baptist Association, St. John’s (U.S.V.I.) Baptist Association, Baptist Union of Trinidad & Tobago und die Trinidad Baptist Mission. Dem Antrag der CBF wurde im Juli 1970 beim Zwölften Kongress des Baptistischen Weltbundes in Tokio (Japan) zugestimmt und die Caribbean Baptist Federation damit offiziell aufgenommen.
Die Jubiläumsfeier zum 50-jährigen Bestehen der CBF soll im Oktober 2021 in Jamaika stattfinden. Eine eigens für diesen Anlass getextete und komponierte Hymne wurde bereits veröffentlicht.

## Struktur
Wichtigstes Organ der CBF ist die Generalversammlung (GV), die alle fünf Jahre stattfindet. Sie besteht aus Delegierten, die von den Mitgliedsunionen entsprechend ihrer Größe abgeordnet werden. Eine sogenannte Midterm Assembly (MA) trifft sich jeweils zwei bis drei Jahre nach der GV, um unter anderem die Umsetzung von Beschlüssen zu überprüfen und notwendige aktuelle Entscheidungen zu treffen.
Die GV entscheidet über alle Mitgliederangelegenheiten (zum Beispiel Aufnahme und Ausschluss), die personelle Besetzung der Verwaltung (zum Beispiel: Generalsekretär, Sekretäre der verschiedenen Ausschüsse), Haushalt der CBF sowie über gemeinsame Lehranschauungen und Positionen im politischen, ethischen und weltanschaulichen Bereich. Sie beschließt auch über die Durchführung gemeinsamer Bildungs- und Evangelisationsprogramme und über die Rahmenbedingungen der von ihr verantworteten Medien (Zeitschriften, Rundfunk, Fernsehen, Internet).
Die Exekutive, die sich in ihrer Gesamtheit einmal pro Jahr trifft, setzt sich aus dem Generalsekretär und den Sekretären („Officers“) der einzelnen Abteilungen zusammen. Abteilungen sind unter anderem:
- Communications Committee, zuständig für die Herausgabe biblisch fundierter Literatur, Entwicklung von geistlichen Radio- und TV-Programmen, die Erstellung von medialen evangelistischen, lehrhaften und seelsorgerlichen Angeboten im Bereich der modernen Kommunikationsmittel;[8]
- Christian Education & Stewardship, zuständig unter anderem für das Training von Führungskräften in allen Bereichen der lokalen und regionalen Gemeindearbeit, Sonntagsschularbeit, Kirchenmusik sowie Kurse im Bereich von Ehe und Familie und spezielle Bildungsprogramme für haupt- und ehrenamtliche Mitarbeiter;[9]
- Desaster Response and Human Needs, zuständig für Schulungen, die der Vorbereitung auf Naturkatastrophen (Hurrikane, Überschwemmungen, Erdbeben) dienen, Soforthilfe nach Eintritt einer Naturkatastrophe, Gesundheitsfürsorge, sozioökonomisches Wohlergehen.[10]
- Mission & Evangelism: Hilfe bei der Planung und Durchführung evangelistischer Aktionen, Anleitung zu einer´m missionarischen Lebensstil sowie einer missionarischen Strukturierung der Gemeindearbeit.[11]
- Ministerial Training Committee, zuständig für Untersuchungen zum Stand der theologischen Ausbildung bei den einzelnen Mitgliedsunionen, Ausarbeitung von Bedarfsplänen, Planung und Durchführungen von Schulungen und Fernkursen für theologische Mitarbeiter und Mitarbeiterinnen.[12]

Weitere Abteilungen bieten überregionale Angebote für Frauen, Männer, Jugendliche und Junge Erwachsene.

## Mitgliedsunionen
Im Jahr 2020 gehörten 20 karibische Baptistenunionen zur CBF. Nicht einberechnet sind dabei baptistische Vereinigungen mit einem CBF-Gast- oder Beobachterstatur. Die folgende Tabelle zeigt unter anderem, dass die größten Baptistengruppen auf Haiti (87.500), den Bahamas (78.000+), Jamaika (40.000) und Kuba (27.600) vertreten sind. Zu beachten ist bei allen Zahlenangaben, dass Baptisten und andere sogenannte taufgesinnte Gemeinschaften die Säuglinge und ungetauften Kinder ihrer Familien nicht mitzählen. Bei statistischen Vergleichen mit Kirchen, die in der Regel Säuglinge taufen, muss diese Praxis miteinbezogen werden.
| Nr. | Staat bzw. Territorium         | Baptistenbund                                                               | Anmerkungen | BWA-Mitglied |
| --- | ------------------------------ | --------------------------------------------------------------------------- | --- | ------------ |
| 01  | Antigua und Barbuda            | Antigua Baptist Association                                                 | 4 Gemeinden mit insgesamt 250 Mitgliedern | ja           |
| 02  | Bahamas                        | Bahamas National Baptist Missionary and Educational Convention              | 400 Gemeinden mit insgesamt 78000 Mitgliedern | ja           |
| 03  | Barbados                       | Barbados Baptist Convention                                                 | 4 Gemeinden mit insgesamt 250 Mitgliedern | ja           |
| 04  | Belize                         | Baptist Association of Belize                                               | 42 Gemeinden mit insgesamt 250 Mitgliedern | ja           |
| 05  | Bermuda                        | Bermuda Baptist Fellowship                                                  | 3 Gemeinde mit insgesamt 330 Mitgliedern | ja           |
| 06  | Caymaninseln                   | First Baptist Church of Grand Cayman                                        | 1 Gemeinde; aktuelle statistische Angaben sind nicht verfügbar. 1995 hatte die FBC of Cayman 151 Mitglieder. | nein         |
| 07  | Caymaninseln                   | Cayman Island Baptist Church                                                | 2 Gemeinden; aktuelle statistische Angaben sind nicht verfügbar. | nein         |
| 08  | Dominica                       | Dominica Baptist Union (DBU)                                                | 5 Gemeinden mit etwa 200 Mitgliedern (Stand 2011), | nein         |
| 09  | Grenada                        | Grenada Baptist Association                                                 | 5 Gemeinden mit insgesamt 485 Mitgliedern | ja           |
| 10  | Guyana                         | Baptist Convention of Guyana                                                | 22 Gemeinden mit insgesamt 2500 Mitgliedern | ja           |
| 11  | Guyana                         | Guyana Missionary Baptist Church                                            | 6 Gemeinden; aktuelle statistische Angaben sind nicht verfügbar. | nein         |
| 12  | Haiti                          | Convention Baptiste d’Haiti (Haiti Baptist Convention)                      | 112 Gemeinden mit insgesamt rund 50000 Mitgliedern – Es gibt auf Haiti noch drei weitere Baptistenunionen, die zwar Mitglieder des Baptistischen Weltbundes sind, nicht aber der CBF. Sie verfügen zusammen über 998 Gemeinden mit insgesamt 87400 gläubig getauften Mitgliedern. | ja           |
| 13  | Jamaika                        | Jamaica Baptist Union                                                       | 339 Gemeinden mit insgesamt 40132 Mitgliedern | ja           |
| 14  | Kuba                           | Convención Bautista de Cuba Occidental (Baptist Convention of Western Cuba) | 538 Gemeinden mit insgesamt 27620 Mitgliedern – Es gibt auf Kuba noch drei weitere Baptistenunionen, die zwar Mitglied des Baptistischen Weltbundes sind, nicht aber der CBF. Sie verfügen zusammen über 756 Gemeinden mit insgesamt 48362 Mitgliedern.                           | ja           |
| 15  | St. Kitts und Nevis            | St. Kitts Baptist Association                                               | 3 Gemeinden mit insgesamt 600 Mitgliedern | ja           |
| 16  | St. Vincent und die Grenadinen | St. Vincent Baptist Convention                                              | 7 Gemeinden mit insgesamt 1632 Mitgliedern | ja           |
| 17  | Trinidad und Tobago            | Baptist Union of Trinidad and Tobago                                        | 24 Gemeinden mit insgesamt 3948 Mitgliedern | ja           |
| 18  | Trinidad und Tobago            | Trinidad and Tobago Baptist Association                                     | Die aktuelle Zahl der Gemeinden und Mitglieder ist unbekannt. | nein         |
| 19  | Trinidad und Tobago            | Union of Independent Baptist Churches                                       | Die aktuelle Zahl der Gemeinden und Mitglieder ist unbekannt. | nein         |
| 20  | Turks- und Caicosinseln        | Turks and Caicos Islands Baptist Union                                      | 13 Gemeinden mit insgesamt 612 Mitgliedern | ja           |